# Біотит

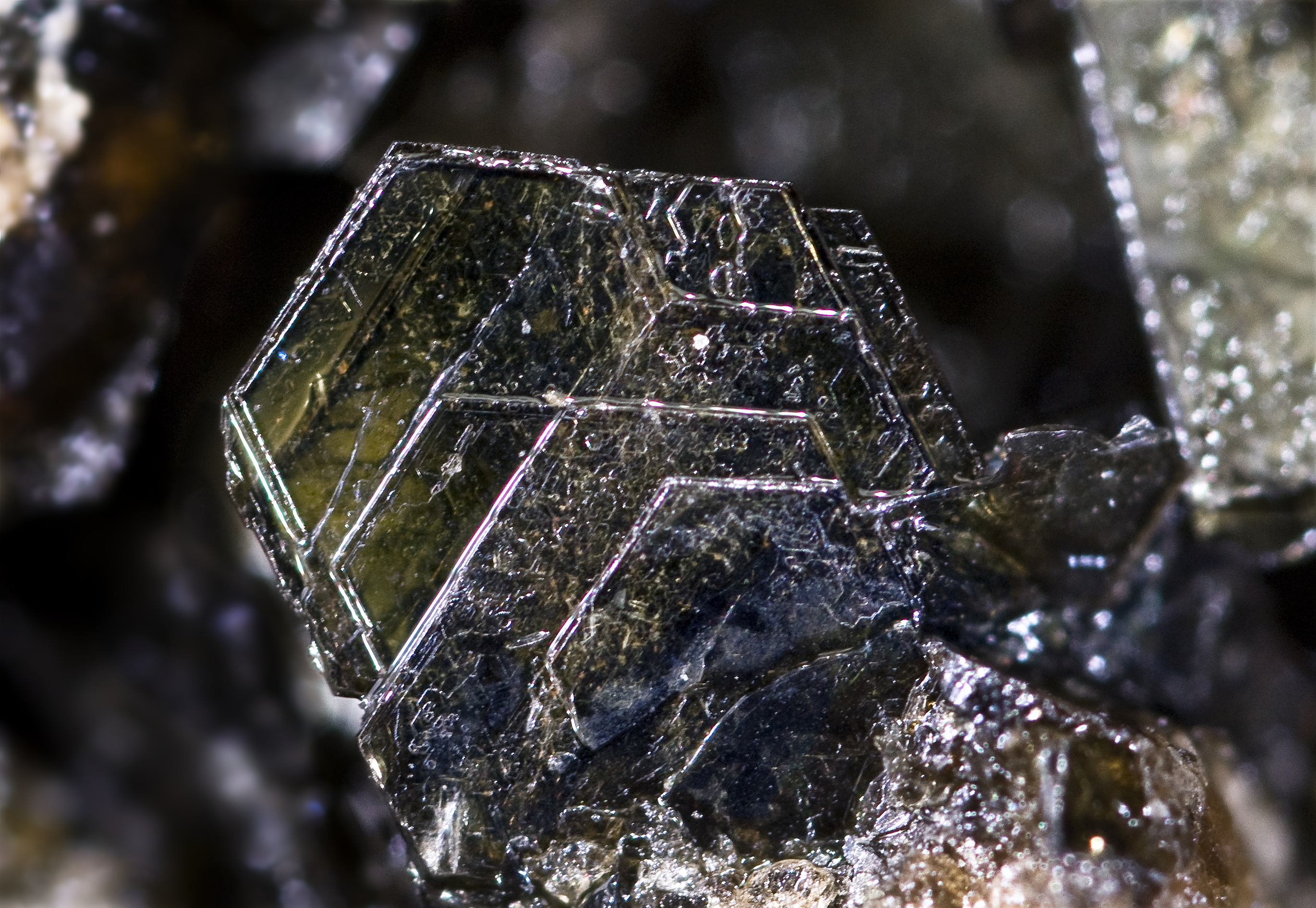
Біотит

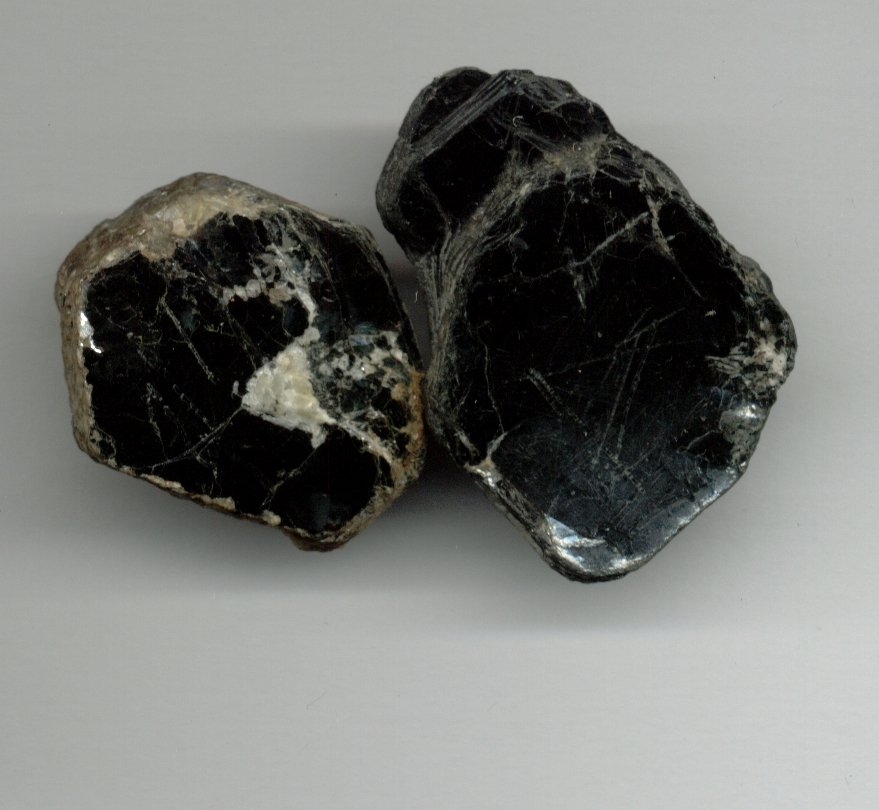
Два фрагменти біотиту

Біоти́т — мінерал класу силікатів (алюмосилікат шаруватої будови). Біотит також іноді називають «чорною слюдою», на відміну від «білої слюди» (мусковіту). Обидві форми зустрічаються в одних і тих самих гірських породах, в деяких випадках поруч.

## Етимологія та історія
Він був названий німецьким геологом та мінералогом Йоганн Фрідріх Гаусманом (нім. Johann Friedrich Ludwig Hausmann; 1782—1859) на честь французького фізика, геодезиста Жана-Батіста Біо (1774—1862), який був першим, хто визнав візуальну різноманітність слюди.
Біотит розглядався Міжнародною мінералогічною асоціацією як мінеральний вид до 1998 року, коли його статус був змінений на мінеральну групу.

## Загальний опис
Магнезіально-залізиста слюда — К(Mg, Fe)3 (ОН, F)а [AlSi3О10] або K(Mg, Fe2+,Mn2+)3[(OH, F)2|(Al, Fe3+,Ti3+)Si3O10].
Збагачений залізом член ізоморфного ряду KFe3 (OH, F)2 [AlSi3O10], який належить до групи триоктаедричних слюд (залізисто-магнезіальна слюда). Колір варіюється від жовтого, бурого до чорного (іноді буруватозелений). Склад і властивості змінюються від залізистого різновиду — лепідомелану до магніїстого різновиду — флогопіту. Сингонія частіше моноклінна. Густина 3,02-3,12. Твердість 2-3,5. Блиск скляний.
Температура кристалізації мінералу дорівнює 600—700 °C. Добре утворені кристали зустрічаються рідко, переважно спостерігаються в пластинчастих лускуватих агрегатах.

## Розповсюдження
Поширений повсюдно. Біотит є важливим породотвірним мінералом магматичних, метаморфічних і метасоматичних порід (зокремагранітів, сієнітів, діоритів, гнейсів, слюдяних сланців, гранодіоритів, трахітів, мінетт). Рідше зустрічається в більш основних і дуже рідко — в основних породах (базальти). Поширений в пегматитах. У багатьох метаморфічних породах (контактові роговики, слюдяні сланці, парагнейси, ортогнейси) зустрічається у вигляді дрібнолускуватих, іноді щільних шлірових виділень.
В Україні зустрічається в багатьох кристалічних породах.

## Використання
Промислове значення має тільки гідратизований біотит — вермікуліт.
Використовують як електроізоляційний матеріал, для виготовлення фарби, у косметичній промисловості.
Великі кристали цінуються колекціонерами.

## Різновиди
Розрізняють:
- біотит 1М (політипна модифікація біотиту, елементарна комірка якої складається з одного тришарового пакета і шару калієвих октаедрів);
- біотит 1Md (те саме, що біотит 1М, але невпорядкований);
- біотит 2М1 (політипна модифікація біотиту, яка має в елементарній комірці пакети двох орієнтацій, і тому шари повторюються через один);
- біотит 2М2 (політипна модифікація біотиту, яка відрізняється від біотиту 2М1 іншим мотивом упакування атомів);
- біотит 3Т (політипна триг. модифікація біотиту, в якій у загальній упаковці по осі закономірно чергуються пакети трьох орієнтацій);
- біотит баріїстий (відміна біотиту, яка містить до 7 % ВаО);
- біотит залізно-титановий (відміна біотиту, яка містить до 4 % ТіО2);
- біотит кальціїстий (відміна біотиту, яка містить до 14,3 % СаО);
- біотит магнезіальний (зайва назва флогопіту);
- біотит марганцевий (відміна біотиту, яка містить до 21,5 % MnO i Mn2O3);
- біотит нормальний (біотит, у якого Mg>Fe);
- біотит титановий (відміна біотиту, яка містить до 13 % ТіО2);
- біотит хромистий (гіпотетичний біотит з вмістом Cr2O3);
- біотит цезіїстий (відміна біотиту, яка містить до 3 % Cs2O).